# Betsy Kerlen
Johanna Maria Elisabeth (Betsy) Kerlen (Zutphen, 30 september 1859 - Den Haag, 20 november 1932) was een Nederlands feminist en onderwijsbestuurder. Ze was van 1886 tot 1916 directrice van de Dagteeken- en Kunstambachtsschool voor Meisjes, een van de voorlopers van de Gerrit Rietveld Academie.
Kerlen was naast onderwijsbestuurder een vertegenwoordiger van de eerste feministische golf in Nederland en ze was op dat terrein vooral praktisch ingesteld. Kerlen stond in 1886 mede aan de wieg van de eerste Nederlandse zwemclub voor vrouwen, de Hollandsche Dames Zwemclub (HDZ) te Amsterdam. Samen met Henriette van Loenen-de Bordes en Anna Hesterman vormde ze in 1894 het oprichtingsbestuur van de gemengde Amsterdamse wielerclub “Allegro moderato”. Ook was ze vanaf de oprichting in 1899 betrokken bij de Vereeniging voor Verbetering van Vrouwenkleeding. Daarnaast was Kerlen lid van de Vereeniging voor Vrouwenkiesrecht en rond 1900 enige tijd presidente van de Amsterdamse afdeling daarvan.
In haar geboorteplaats Zutphen is een Betsy Kerlenpad in de wijk Leesten.